# Staustufe Kœnigsmacker

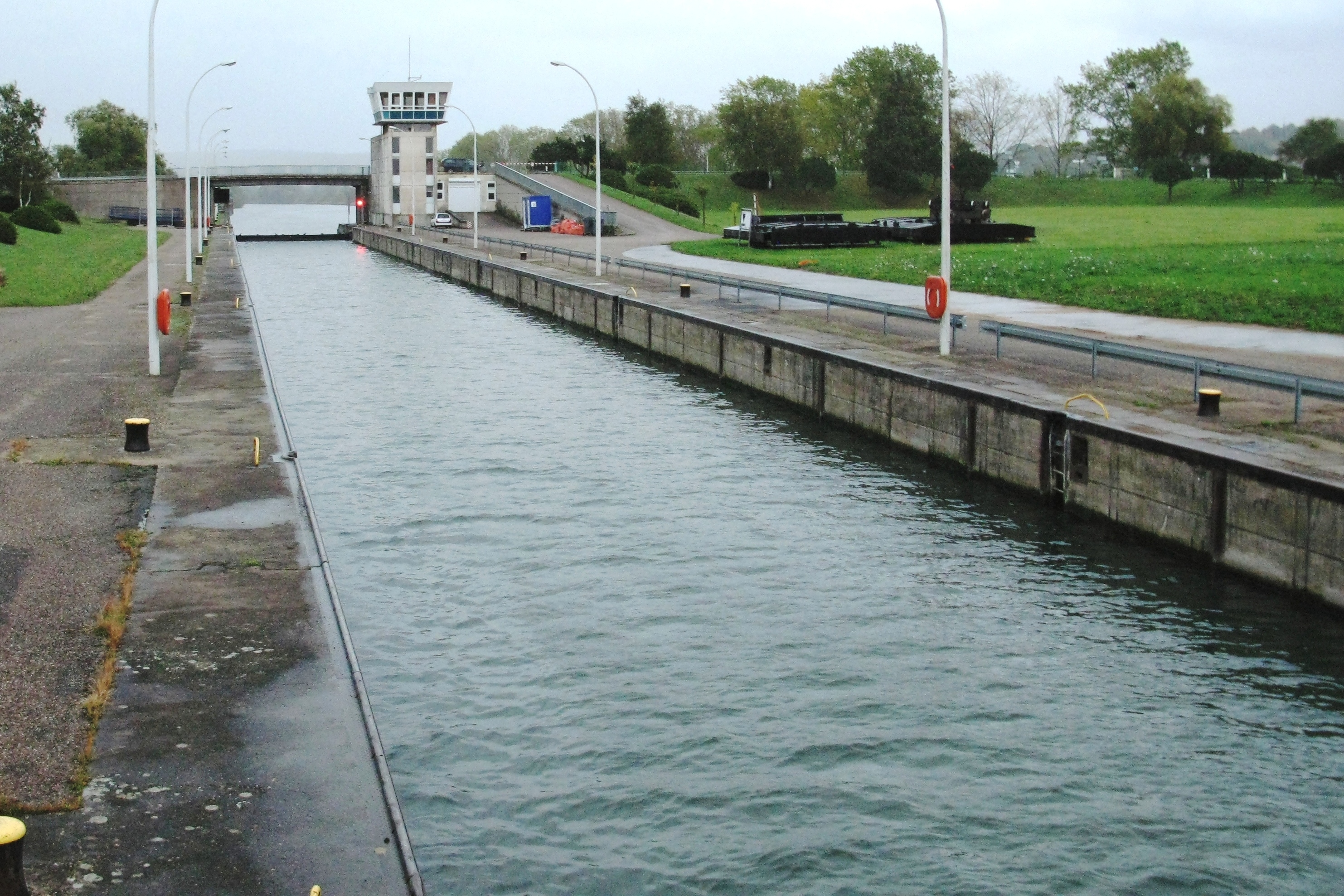
Schleuse Koenigsmacker in einem separaten Kanal

Die Staustufe Kœnigsmacker an der Mosel bei Kœnigsmacker im Département Moselle in der Region Grand Est in Frankreich zwischen den Staustufen Apach und Thionville wurde 1964 im Rahmen der Moselkanalisierung in Betrieb genommen.
Sie liegt bei Mosel-km 258,18 und hat eine Stauhaltung von 11,61 km.
Das Stauziel liegt bei 148,9 m über dem Meer, die Fallhöhe beträgt 3,9 m.
Die Schiffsschleuse hat die Maße 176 mal 12 m und die Bootsschleuse misst 18 mal 3,5 m.
Die Schleuse liegt nicht direkt im Bett der Mosel, sondern in einem separaten Kanal, der einen großen Mäander der Mosel grob abschneidet.
Das angeschlossene Laufwasserkraftwerk Centrale hydroélectrique de Koenigsmaker mit einer Leistung von 3,4 Megawatt wird von der Société électrique de l’Our betrieben.